# 洛斯特芒廷 (喬治亞州)
洛斯特芒廷（英語：Lost Mountain）是位於美國喬治亞州科布縣的一個非建制地區。該地的面積和人口皆未知。

## 地理
洛斯特芒廷的座標為33°56′26″N 84°42′09″W / 33.94056°N 84.70250°W，而該地的平均海拔高度為369米（即1211英尺）。